# دامنه سطح‌بالای پیشنهادشده
به دامنه سطح بالای پیشنهاد شده (به انگلیسی: Proposed Top Level Domain)، به‌طور عمومی دامنه‌های سطح بالای جدید (به انگلیسی: New Top Level Domain) نیز گفته می‌شود.
سامانه نام دامنه در اینترنت شامل مجموعه‌ای از دامنه‌های سطح بالا است که ریشه دامنه (به انگلیسی: Root Domain) را در سلسله مراتب فضای نام (به انگلیسی: Name Space) و پایگاه داده آن تشکیل می‌دهد. در روند گسترش اینترنت، توسعه مجموعه‌ای ابتدایی از ۶ دامنه سطح بالای عمومی در سال ۱۹۸۴ خوشایند به نظر رسید. در نتیجه نام دامنه‌های سطح بالای جدیدی برای پیاده‌سازی بوسیله آیکان، پیشنهاد شد. این قبیل پیشنهادها شامل انواع مختلفی می شد که نمونه‌هایی برگرفته از سیاست‌های اقتباسی برای دامنه‌های سطح بالای عمومی محدود نشده بود، و می‌توانست بنابر “اجازه نامه دامنه‌های سطح بالای عمومی برای کاربردهای تخصصی سازمان‌های تخصصی”، بوسیله هر شخصی و برای هر منظوری، ثبت شود. در اکتبر سال ۲۰۰۰، آیکان فهرستی از پیشنهادها را برای سلسله دامنه سطح بالا دریافت کرد.

## پیشنهادهای جغرافیایی
اطلاعات بیشتر: دامنه سطح بالای عمومی جغرافیایی
- .geo – مناطق جغرافیایی عمومی
- .berlin – برلین
- دامنه سطح‌بالای پیشنهاد شده – لندن
- .nyc – نیویورک
- .paris – پاریس
- .lat – دسته بندی عمومی برای وب سایت‌های آمریکای لاتین
- .africa – دسته بندی عمومی برای وب سایت‌های آفریقا

## زبان و اجتماع
این پیشنهادها در مرکز شکل‌گیری هویتی مستقل برای یک زبان یا فرهنگ یک جامعه قرار دارد. این پیشنهادها بیشتر، از موفقیت دامنه .cat برای وب سایت‌هایی به زبان کاتالانی یا درباره فرهنگ کاتالان الهام گرفته‌است.
| نمونه‌هایی از دامنه سطح بالای پیشنهاد شده | مورد استفاده در موضوع                                               | ضمانت‌کننده                                              | سال پیشنهاد |
| ---------------------------------------- | ------------------------------------------------------------------- | ------------------------------------------------------- | ----------- |
| .bzh                                     | زبان بِرِتون و بِریتانی                                                | dot bzh بایگانی‌شده در ۲۸ مارس ۲۰۰۹ توسط Wayback Machine | ۲۰۰۶        |
| .cym                                     | زبان وِلزی و ولز                                                     | dot cym.org                                             | ۲۰۰۶        |
| دامنه سطح‌بالای پیشنهاد شده               | انگلستان                                                            | dot eng.org                                             | ۲۰۰۸        |
| .eus                                     | زبان باسکی                                                          | PuntuEus association                                    | ۲۰۰۹        |
| دامنه سطح‌بالای پیشنهاد شده               | زبان گالیسی و گالیسیا                                               | PuntoGal                                                | ۲۰۰۶        |
| دامنه سطح‌بالای پیشنهاد شده               | زبان کورنیش و کورن وال (کِرن نو) در کل                               | Cornish World Magazine                                  | ۲۰۰۸        |
| .lli                                     | زبان و فرهنگ لِئونِس                                                  | puntuLLI                                                | ۲۰۰۷        |
| دامنه سطح‌بالای پیشنهاد شده               | استان کِبِک کانادا                                                    | Pointquebec                                             | ۲۰۰۸        |
| .scot                                    | اسکاتلند، دلبستگی‌های آنلاین جامعه اسکاتلندی، فرهنگ و زبان اسکاتلندی | dotSCO.org                                              | ۲۰۰۵        |
| .sic                                     | سرزمین زِکِلی                                                         | Pontsic Foundation                                      | ۲۰۰۹        |

## دامنه‌های سطح بالای کد کشوری
اطلاعات بیشتر: دامنه سطح بالای کد کشوری
در حال حاضر تعدادی کد کشوری بین‌المللی شده، پیشنهاد شده‌است مثل, .中国 برای چین، علاوه بر .cn .

## کودکان
یک دامنه سطح بالا به نام دامنه سطح‌بالای پیشنهاد شده بوسیله چند نهاد پیشنهاد شد. در سال ۲۰۰۹، هیچ یک از این پیشنهادها پیاده‌سازی نشد. اما یک دامنه سطح دوم (به انگلیسی: Second Level Domain) (به اختصار SLD) به نام .us تحت دامنه سطح بالای کد کشوری ایالات متحده (.us) وجود دارد.

## قالب‌های فنی نام دامنه
- .mail – دامنه‌ای برای شبکه‌های پست الکترونیک، پیشنهاد شده برای مقابله آسان با هرزنامه
- .web – دامنه‌ای عمومی برای استفاده در شبکه جهانی وب

## موضوع‌های ویژه و تخصصی
- دامنه سطح‌بالای پیشنهاد شده – امکانات و سازمان‌های پزشکی
- بوم‌شناسی – عوامل زیست محیطی
- .post – سازمان‌های پستی
- .shop – وب سایت‌های تجارت الکترونیک
- .sport – وب سایت‌های ورزشی
- .wine – رزرو شده برای وب سایت‌های وابسته به نوشیدنی‌های الکلی
- .xxx – سرگرمی بزرگسالان – از ژوئن ۲۰۱۰ مورد تأیید قرار گرفت ولی هنوز پیاده‌سازی نشده است